# پاپلار
پاپلار (انگلیسی: Poplar) شرکت خرده‌فروشی ژاپنی است، که در سال ۱۹۷۶ تأسیس شد.